# 次貨
《次貨》(英文：Second Best 2) 是 W創作社於 2003 年在香港藝術中心壽臣劇院公演的舞台劇，亦是該劇團的第七部作品，由司徒慧焯執導，黃智龍編劇，由楊詩敏、劉子騰、黃龍斌及林娜主演。

《次貨》是一齣辦公室喜劇，故事描述03年「香港已不再是充滿機會的城市」下的香港青年，劇情涉及到減薪、裁員、公司重組、Office茶水間嚼舌以至當年極流行的美劇《色慾都市》等貼近生活的題材，當中穿插上班族狂想如夢想上司暴斃非常抵死，時代感強亦有對香港人的自嘲，如女主角阿敏的對白：「點解每朝返工由朝早九時到食晏一時，除咗食咗個早餐打過幾個講是非嘅電話，覆咗啲無謂謂嘅email，整整四個鐘其實冇做過任何實際嘢...不過再諗清楚，我27年來都係冇做過任何實際嘢。」是很多上班族的心底話。

劇評人草木認為「編劇能夠把很多不同的素材放進劇裏，令全劇娛樂性豐富，沒有甚麼冷場。其中Alex穿過馬桶到女廁和阿敏相會一幕，發揮天馬行空的想像力。」而劇評人小文則讚賞「他們準確掌握現代都市人的脈搏，在適當的位置加入很多我們熟悉的元素，例如男女性關係的Sex and the City，日劇和港劇的Office OL一族的生活形態，GAG位拿捏準確，笑聲幾乎是一浪接一浪……把都市女性自我保護，陷于物慾的心理狀態發揮得淋漓盡致，更帶出隱喻的深層意義，舉手投足的形態動作變成一個現代都市人的Icon。」

## 創作背景
「次貨」者，即無論外表、才能，甚至「戀愛品格」都堪稱次等之士。

《次貨》的創作靈感來自罔田惠和99年的日劇作品《她們的時代》及黃碧雲的多本小說。編導黃智龍原本只打算重演千禧年的公演作品《戀愛次貨》，但事隔三年後有感《戀愛次貨》的劇本已經不切合當時社會氣氛，於是將劇本修改。但由於大量角色及劇情改動，加上導演改為司徒慧焯，演員卡士又不大相同，發展下去變成全新作品《次貨》。

跟《戀愛次貨》一樣，同樣是描述次貨男與次貨女的愛情喜劇。今次劇情卻著重於當遇上大環境變得極度惡劣時，要學懂如何「比較」有尊嚴生活下去。

## 故事大綱
平凡OL阿敏在27歲生日當天飽嚐被人忽視的痛苦，恰巧遇上升職失敗的麻甩上班族Alex。兩人互相同情之餘，卻又同時看不起對方。

兩人再次在公司Annual Ball的歌唱比賽內碰頭：Alex希望贏得歌唱比賽得到心目中的女神Lana垂青；相反，負責獻花給冠軍的阿敏則希望年青才俊Tony能夠成功奪魁。歌唱比賽卻突然取消，令兩人願望落空。寂寞難耐，Alex與敏互相安慰之餘，竟有一個大膽提議：拍一晚拖！一晚之後，各不相干。

翌日，公司傳出裁員消息，Alex、阿敏所隸屬的行政部被要求解僱其中一名員工，負責操刀的正是阿敏所暗戀的Tony。Tony曾是公司市場部的大紅人，卻被調職至投閒置散的行政部，心生不忿。部門內的失意人還有事業如意卻活得不快樂的Joanna、為自我利益而出賣兄弟的華哥，以及工作成狂卻難逃被炒危機的Denny。

他們都像所有香港上班族一樣，擔憂著自己的前途，因為香港已再不是一個充滿機會的城市，我們都害怕失去。就在Tony宣佈解僱人選之際，一個改變香港命運的驚人消息傳出來：香港將取代北京成為中國的首都！眾人的命運開始被改寫，而Alex與阿敏的戀情亦面臨新衝擊……。

## 演員表
楊詩敏飾阿敏

劉子騰飾 Alex

黃龍斌飾 Tony

林娜飾 Lana

## 演出歌曲
〈烏龜夢〉（《次貨》主題曲）
作曲: 曾偉賢｜填詞: 陳銘匡｜主唱：劉子騰、曾曉淇
〈今晚出走天國〉（《次貨》插曲）
曲: 曾偉賢｜詞: 陳銘匡｜主唱：劉子騰
〈跟哭泣比賽〉（《次貨》插曲）
曲: 曾偉賢｜詞: 陳銘匡｜主唱：曾曉淇
〈戀愛次貨 Celebration Mix〉
曲:  曾偉賢     詞:  勞雙恩｜唱:  曾曉淇     編:  曾偉賢

## 出版紀錄
《次貨》舞台劇原聲大碟包括劇中4首歌曲連同6首原創音樂，再加上Bonus track: 舊作《戀愛次貨》插曲〈次貨情歌〉（劉子騰主唱），共有11首作品。

## 外部連結
W創作社官方網頁 （页面存档备份，存于）
W創作社Facebook 專頁 （页面存档备份，存于）
W創作社微博 （页面存档备份，存于）